# Vlag van Ohé en Laak

gemeentevlag van Ohé en Laak
(1975-1991)

De vlag van Ohé en Laak is op 27 november 1975 bij raadsbesluit vastgesteld als gemeentelijke vlag van de voormalige gemeente Ohé en Laak in de Nederlandse provincie Limburg. De vlag kan als volgt worden beschreven:
Zeven banen volgens de vluchtdiagonaal afwisselend blauw en geel en met een verhouding 8:1:2:1:2:1:8; de tweede en zesde baan ten minste viermaal gegolfd.
De kleuren van de vlag zijn ontleend aan het gemeentewapen. De drie banen verwijzen naar Sint-Anna te Drieën uit het gemeentewapen. De buitenste gele banen verwijzen ook naar de Maas en de Oude Maas, terwijl de middelste gele baan naar het Julianakanaal verwijst. Het ontwerp was afkomstig van de Stichting voor Banistiek en Heraldiek.
In 1991 kwam de vlag als gemeentevlag te vervallen, omdat Ohé en Laak met Linne en Stevensweert opging in de gemeente Maasbracht, die heeft bestaan tot 2007. Toen ging Maasbracht samen met Heel en Thorn op in de fusiegemeente Maasgouw. 

## Verwante afbeelding

Wapen van Ohé en Laak

Ambt Montfort 
· Amby 
· Arcen en Velden 
· Baexem 
· Beegden 
· Belfeld 
· Bemelen 
· Berg en Terblijt 
· Bocholtz 
· Born 
· Broekhuizen 
· Cadier en Keer 
· Echt 
· Eijsden 
· Elsloo 
· Eygelshoven 
· Geleen 
· Grathem 
· Grubbenvorst 
· Haelen 
· Heel 
· Heel en Panheel 
· Heer 
· Helden 
· Herten
· Heythuysen 
· Hoensbroek 
· Horn 
· Horst 
· Hulsberg 
· Hunsel 
· Kessel 
· Klimmen 
· Limbricht 
· Linne 
· Maasbracht 
· Maasbree 
· Margraten 
· Meerlo-Wanssum 
· Meijel 
· Melick en Herkenbosch 
· Montfort 
· Munstergeleen 
· Neer 
· Nieuwenhagen 
· Nieuwstadt 
· Nuth 
· Ohé en Laak 
· Onderbanken 
· Ottersum 
· Posterholt 
· Roggel 
· Roggel en Neer 
· Schaesberg 
· Schinnen 
· Sevenum 
· Sint Odiliënberg 
· Sittard 
· Stevensweert 
· Stramproy 
· Susteren 
· Swalmen 
· Tegelen 
· Thorn 
· Ubach over Worms 
· Ulestraten 
· Urmond 
· Valkenburg-Houthem 
· Vlodrop 
· Wessem 
· Wittem